# Arroyo Espinillar
Der Arroyo Espinillar ist ein Fluss im Westen Uruguays.
Der im Departamento Salto gelegene Fluss entspringt einige Kilometer westlich von Palomas in der Cuchilla del Daymán. Von dort fließt er zunächst in westliche, dann in nördliche und schließlich wieder in westliche Richtung, bevor er einige Kilometer nördlich der Stadt Constitución und südlich der Mündung des Río Arapey Grande als linksseitiger Nebenfluss im Río Uruguay endet.